# Frank Herbert
Frank Patrick Herbert (Tacoma, Washington, 8 de outubro de 1920 — Madison, Wisconsin, 11 de fevereiro de 1986) foi um escritor de ficção científica e jornalista americano de grande sucesso comercial e de crítica. É mais conhecido pela obra Duna, e os cinco livros subsequentes da série. A saga de Duna trata de temas como sobrevivência humana, evolução, ecologia, e a interação entre religião, política e poder. Arthur C. Clarke escreve que Duna foi "uma obra única de ficção… Não conheço nada comparável a ela exceto O Senhor dos Anéis." Duna foi condecorado com o prêmio Nebula em 1965 e dividiu o prêmio Hugo em 1966.[carece de fontes?]

## Biografia

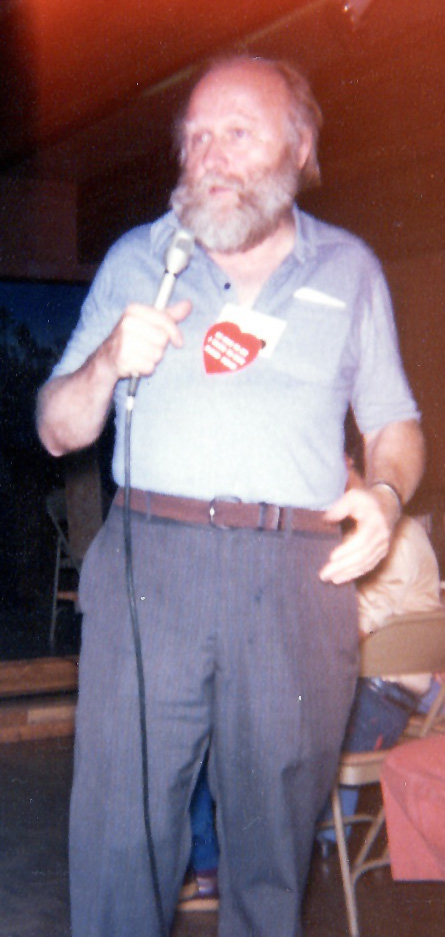
Frank Herbert durante discurso para fãs na convenção de ficção científica Octocon em Santa Rosa, na Califórnia, Estados Unidos, em outubro de 1978.

Frank Patrick Herbert Jr. nasceu em 8 de outubro de 1920 na cidade de Tacoma, no estado americano de Washington, a 51 km de Seattle. Seus pais eram Frank Herbert, Sr. e Eileen McCarthy Herbert. Desde cedo sabia que queria ser escritor, e, oriundo de uma família de classe baixa, Frank se mudou em 1938, aos 18 anos, para a casa de um casal de tios na cidade de Salem, no estado vizinho do Oregon. Lá, frequentou uma escola de ensino médio local, a Salem High School, onde gradou-se em 1939. Nesse mesmo ano, na procura por oportunidades, se mudou para Glendale, no Arizona, onde moravam parentes. Lá, mentiu sobre a sua idade para conseguir o seu primeiro emprego no jornal Glendale Star, afirmando ter 21 anos de idade enquanto tinha apenas 19, a fim de não descobrirem que era menor de idade e não lhe contratassem para um emprego por lá. No entanto ele não foi contratado para a vaga. De volta a Salem no ano seguinte, arranjou um emprego temporário em um jornal da cidade, o Oregon Statesman, onde trabalhou em diversas funções como free-lance, incluindo como fotógrafo.[carece de fontes?]
Houve um hiato temporário em sua carreira de escritor enquanto ele serviu na marinha americana como um fotógrafo, visto sua experiência no Oregon Statesman,  durante a Segunda Guerra Mundial. Durante o exercício militar, conheceu e se casou com Flora Parkinson, em 1941, na cidade de Los Angeles, Califórnia. Tiveram uma filha, Peny Herbert, nascida em fevereiro de 1942. O casal se divorciou em  1945.[carece de fontes?]
Depois da guerra, ele começou a frequentar a Universidade de Washington, em Seattle, onde, já solteiro, conheceu a também estudante Beverly Ann Stuart numa turma de escrita criativa em 1946.[carece de fontes?] Eram apenas estudantes numa turma onde ninguém havia vendido qualquer tipo de publicação — Herbert havia vendido duas histórias para revistas e Stuart havia vendido uma história para revista Modern Romance. Casaram em Seattle em 20 de junho de 1946. Juntos tiveram dois filhos, Brian Herbert (1947-) e Bruce Calvin Herbert (1951-1993). Frank Herbert não se formou em uma faculdade, de acordo com Brian, porque ele só estudava o que lhe interessava e, portanto, não conseguia completar os cursos necessários.[carece de fontes?]
Depois da faculdade, entre 1945 e 1948, ele retornou ao jornalismo, trabalhando no Seattle Star e no Oregon Statesman. Em 1949, Frank e sua família se mudaram para Santa Rosa, Califórnia, nos arredores de São Francisco, e por dois anos, o autor trabalhou no jornal Santa Rosa Press-Democrat. Também foi escritor e editor da revista California Living (da San Francisco Examiner) por mais de uma década.[carece de fontes?]
No início dos anos 1950, Herbert e sua esposa Beverly iniciaram uma amizade com o casal de psicólogos Ralph e  Irene Slattery, que apresentaram a Frank as obras de muitos pensadores que influenciaram, direta e indiretamente, a escrita posterior do autor, incluindo Sigmund Freud, Carl Jung, Karl Jaspers e Martin Heidegger. Em um entrevista em 1973, Herbert afirmou ter começado a ler ficção científica "uns dez anos antes" de começar a escrevê-la, com contos que eram publicados em revistas do meio. Seu primeiro conto publicado, "Looking for Something", saiu na edição de abril de 1952 da revista  Startling Stories. Durante essa década publicou cerca de vinte estórias.[carece de fontes?]
Herbert recusou-se a permitir que a banda inglesa de heavy metal Iron Maiden utilizasse o nome da sua obra Duna num dos seus temas do álbum Piece of Mind,  A canção de Iron Maiden ficou conhecida como "To Tame a Land".[carece de fontes?]
Sua carreira como romancista começou com a publicação de The Dragon in the Sea em 1955, história ambientada num submarino do século XXI como uma forma de explorar sanidade e loucura. O livro previu os conflitos mundiais sobre a produção e o consumo de petróleo. O livro foi um sucesso de crítica, mas não atingiu grande sucesso comercial.[carece de fontes?]

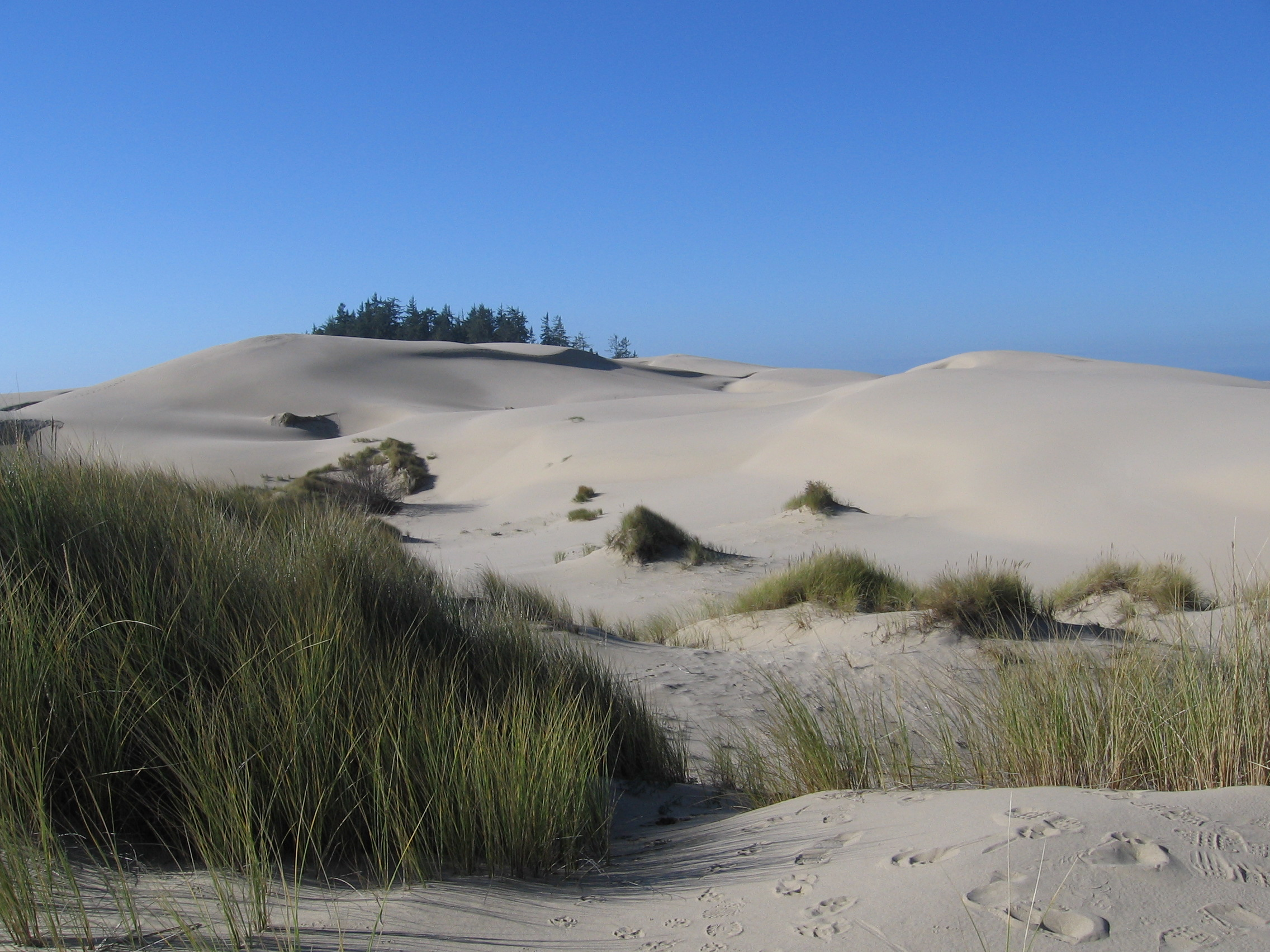
As dunas de Florence, no estado do Oregon, que serviram de inspiração primordial para o autor compor as bases de Duna e de todo a saga Duna

Herbert começou a trabalhar em Duna em 1959 e pode dedicar-se em tempo integral a obra porque sua esposa voltou a trabalhar em tempo integral como escritora de propagandas para lojas de departamento. Helbert relatou mais tarde em sua entrevista com Willis E. McNeilly que o romance iniciou-se quando ele supostamente deveria escrever um artigo sobre dunas de areia de Florence, no Oregon, mas ele ficou tão envolvido que retornou com muito mais material do que seria necessário para um simples artigo. O artigo nunca foi escrito, mas serviu como base para as ideias que levaram a "Duna".[carece de fontes?]
Depois de seis anos de pesquisa e escrita, Duna foi terminado em 1965. Muito longe do que se esperava de ficção científica na época, ele foi publicado na revista Analog em dois volumes separados, em 1963 e 1965. Foi rejeitado por aproximadamente 20 editoras antes de finalmente ser aceito. Um editor profeticamente escreveu "Posso estar cometendo o erro da década, mas…," antes de rejeitar o manuscrito. Mas Chilton, uma editora de pequeno porte na Filadélfia deu a Herbert um adiantamento de U$7,5 mil e Duna logo foi um sucesso de crítica. Ele ganhou o prêmio Nebula pelo melhor romance em 1965 e dividiu o prêmio Hugo em 1966. Duna foi o primeiro romance de ficção científica ecológico, contendo uma grande quantidade de temas inter-relacionados e diferentes pontos de vista de seus personagens — uma característica presente em todo o trabalho maduro de Herbert.[carece de fontes?]
O livro não se tornou um best-seller instantaneamente. Em 1968 Herbert ganhara U$2 mil com suas publicações, muito mais do que os romances de ficção científica da época estavam lucrando, mas não o suficiente para torna-lo um escritor em tempo integral. Entretanto, a publicação de Duna abriu muitas portas. Foi um professor de escrita no Seattle Post-Intelligencer de 1969 até 1972 e estudante de uma série de temas interdisciplinares na Universidade de Washington (1970–2). Trabalhou no Vietnã e no Paquistão como consultor social e ecológico em 1972. Em 1973 foi diretor de fotografia do programa de televisão The Tillers.[carece de fontes?]
Um homem é um idiota em não colocar tudo de si, a qualquer momento, no que está criando. Você está fazendo a coisa no papel. Você não está destruindo, está plantando uma semente. Então, não se preocupe com inspiração, ou qualquer coisa como isso. É apenas uma questão de sentar e trabalhar. Eu nunca tive problemas em escrever apenas um parágrafo. Eu já ouvi falar disso. Eu me sentia relutante em escrever em alguns dias, por semanas inteiras, e as vezes até por mais tempo. Eu preferiria muito mais ir pescar, por exemplo, ou apontar alguns lápis, ou ir nadar, ou por que não? Mas, depois, retornando a leitura do que eu havia produzido, eu era incapaz de detectar a diferença do que veio facilmente e do que eu fiz quando me sentei e disse "Bem, agora é hora de escrever e agora eu vou escrever". Não havia diferença entre um papel e outro.— Frank Herbert
[carece de fontes?]
Em 1972 ele pode se tornar um escritor em tempo integral e durante os anos 1970 e 80, teve um sucesso comercial considerável como escritor. Ele viveu entre os estados do Hawaii e Washington. Em sua época ele escreveu vários livros e abordou temas ecológicos e filosóficos. Continuou a saga Duna, escrevendo Dune Messiah ("O Messias de Duna"), de 1969, Children of Dune ("Os Filhos de Duna"), de 1976, God Emperor of Dune ("O Imperador Deus de Duna"), de 1981, Heretics of Dune ("Os Hereges de Duna"), de 1984 e Chapterhouse: Dune ("As Herdeiras de Duna"), de 1985. No Brasil, todos os volumes foram publicados pela editora Nova Fronteira entre os anos 1980 e 90. Atualmente, os direitos de publicação no país estão com a editora Aleph, que vem republicando a série no Brasil, tendo lançado todos os seis livros originais: "Duna", "O Messias de Duna", "Os Filhos de Duna", "Imperador Deus de Duna", "Hereges de Duna" e "As Herdeiras de Duna", todos retraduzidos e reeditados.[carece de fontes?]
Fora os livros relacionados ao universo de Duna, Herbert também escreveu The Dosadi Experiment, The Godmakers, The White Plague e, em parceria com o também escritor americano Bill Ransom, publicou The Jesus Incident, The Lazarus Effect e The Ascension Factor.
Mas sua ascensão foi marcada por tragédia. Em 1974, Bervely foi operada de cancer, o que deu a ela mais dez anos de vida, mas afetou sua saúde. Ela morreu em 7 de fevereiro de 1984. Em sua dedicatória em As Herdeiras de Duna, Herbert escreveu uma nota para sua esposa.[carece de fontes?]
O ano de 1984 foi tumultuado na vida de Herbert. No mesmo ano que sua esposa morreu, sua carreira decolou com o lançamento da versão filmada de Duna, por David Lynch. Apesar da grande expectativa, de uma produção com grande orçamento e com um elenco classe A, o filme foi pouco elogiado pela crítica e público nos Estados Unidos. Entretanto, apesar da resposta americana desapontadora, o filme foi um sucesso na Europa e no Japão. No mesmo ano Herbert publicou o quinto livro da saga, Os Hereges de Duna. Finalmente, após a morte de Bervely, Herbet casou-se com Theresa Shackelford depois de um ano.[carece de fontes?]
Em 1986 Herbert publicou As Herdeiras de Duna, que deixou em aberto várias possíveis sequências para a saga. Esse foi o trabalho final de Herbert que morreu de cancer do pancreas em 11 de fevereiro de 1986, na cidade de Madison, Wisconsin com 65 anos.

## Continuação da série
Atualmente, Brian Herbert (filho de Herbert) e Kevin J. Anderson iniciaram adições ao universo de Duna, usando notas deixadas para trás pelo próprio Frank Herbert. As notas continham textos de antes dos eventos de Duna e depois de As Herdeiras de Duna. Agora eles estão preparando os dois romances subsequentes, chamados Hunters of Dune (Caçadores de Duna) e Sandworms of Dune (Vermes da Areia de Duna), baseado nos rascunhos de "Duna 7" deixados antes da morte de Herbert.[carece de fontes?]
Em 2024, a Editora Aleph anunciou o livro "Irmandade de Duna", dos autores Brian Herbert e Kevin J. Anderson, que se passa milhares de anos antes dos eventos de Duna. Nesse livro, são contadas as origens das misteriosas Bene Gesserit e das disputas entre as famílias Harkonnen e Atreides. Esse livro, que expande o universo de Duna, serve de inspiração para a série de televisão Duna: A Profecia. Esse lançamento compõe o primeiro livro da trilogia Escolas de Duna, na qual cada livro contará as origens das três principais escolas de pensamento presentes no universo de Duna: as Bene Gesserit, os Mentats e os Navegadores da Guilda.

## Ideias e temas
Eu acho que ficção científica ajuda, e aponta em direções muito interessantes. Ela aponta para direções relativas. Dizem que temos imaginação para essas outras oportunidades, essas outras escolhas. Nós tendemos a nos prender às escolhas limitadas. Nós dizemos "Bem, a única resposta é..." ou "Se você apenas..." qualquer coisa que se siga a essas duas afirmações elimina as alternativas aí mesmo. Coloca a visão tão próxima ao chão que você não consegue ver nada mais do que ocorre a sua volta. Humanos tendem a não olhar à longa distância. Agora, somos requisitados, nessas gerações, a ter uma visão mais ampla sobre o que infligimos ao mundo a nossa volta. Aqui é, eu acho, onde a ficção cientifica está ajudando. Eu não acho que apenas escrevendo um livro como Incrível Mundo Novo ou 1984 evita as coisas ali retratadas de acontecerem. Mas eu acho que elas nos alertam e tornam a possibilidade menos provável. Ela nos torna conscientes de que podemos estar tomando essa direção.— Frank Herbert
[carece de fontes?]
Frank Herbert usou seus romances de ficção científica para explorar ideias complexas envolvendo filosofia, psicologia, política e ecologia, o que despertou o interesse de muitos de seus leitores nessas áreas. Um traço marcante no trabalho de Frank Herbert é a sua fascinação pela questão da sobrevivência humana e sua evolução. Frank Herbert atraiu um conjunto de fãs fanáticos, muitos dos quais lêem todos os trabalhos de Herbert, ficção ou não, e vêem Frank Herbert como uma espécie de guru. Na verdade, foi devido a essa devoção que alguns dos leitores de Herbert foram acusados de tentar criar um culto.[carece de fontes?]
Existe um grande número de temas chave no trabalho de Herbert:
- A preocupação com liderança. Ele explorava especialmente a tendência humana de seguir líder carismáticos de maneira praticamente escrava. Ele lidava profundamente com as fraquezas e potenciais da burocracia e do governo;
- Herbet foi provavelmente o primeiro autor de ficção científica a popularizar as ideias sobre Ecologia e Pensamento sistêmico. Destacou a necessidade dos seres humanos de pensar tanto sistemicamente quanto a longo prazo.
- O relacionamento entre religião, política e poder;
- A sobrevivência humana e evolução: Herbert escreveu os Fremen, os Sardaukar, e o Dosadi, que eram moldados pelas terríveis condições de vida em perigosas super-raças;
- Possibilidades humanas e seu potencial: Herbert trouxe os Mentats, as Bene Gesserit e a Bene Tleilax como diferentes visões das possibilidades humanas;
- A natureza da sanidade e da loucura. Frank Hebert era muito interessado no trabalho de Thomas Szasz e Antipsiquiatria;
- Os possíveis efeitos e consequências da alteração química da consciência, como com a Melange na saga Duna;
- Como as formas de linguagem moldam a forma que a população pensa. Mais especificamente Herbert foi influenciado pela Semântica Geral de Alfred Korzybski;
- Sociobiologia. Como os instintos inconscientemente influenciam o comportamento e a sociedade;
- Aprendizagem, educação e pensamento;
- A influência do subconsciente nas atitudes humanas;

Frank Herbert cuidadosamente esquivou-se de oferecer respostas para seus leitores para muitas das questões que ele explorou, sendo a escrita em multicamadas sua característica mais marcante.

## Status e impacto na ficção científica
Duna é um romance de ficção científica best-seller mundial, o mesmo vale para a saga Duna também best seller na área. Além disso, Duna foi fortemente aclamado pela crítica, ganhando o prêmio Nebula em 1965 e dividindo o prêmio Hugo em 1966. De acordo com Robert A. Heinlein, o épico de Herbert é "poderoso, convincente e muito engenhoso".[carece de fontes?]
Duna também é considerado um marco entre os romances por uma série de razões:
- Como o romance de Heinlein, de 1961, Um Estranho Numa Terra Estranha, o livro Duna de 1963 representou um movimento para uma abordagem mais literária dos romances de ficção científica. Antes de sua época, dizia-se que tudo o que era necessário para um livro de ficção científica ter sucesso era uma ideia tecnológica de sucesso. Caracterização e uma boa história ficavam em um distante segundo plano.
- Duna é um marco em ficção científica suave. Herbert deliberadamente suprimiu a tecnologia no seu universo, para que pudesse trabalhar o futuro da humanidade, ao invés do futuro da tecnologia da humanidade. Duna considera a forma que os humanos e suas instituições evoluíram pelo tempo.
- Duna foi o primeiro grande romance de ficção científica ecológico. Frank Herbert foi um grande precursor de ideias científicas; muitos dos fãs dão a Frank Herbert o crédito por introduzir-lhes a filosofia e psicologia. Em Duna ele ajudou a popularizar o tempo ecologia e alguns dos seus principais conceitos, visivelmente expondo o senso de alerta global. Gerald Jones mostra no New York Times Book Review: "Tão completamente o sr. Herbert trabalhou as interações do homem, da fera, da geografia e do clima que Duna se tornou um padrão para o novo subgénero de ficção científica 'ecológica'. Enquanto a popularidade de Duna cresce, Herbert embarcou em um tour académico pelos campus das faculdades, explicando como as preocupações ambientais de Duna eram análogas as nossas próprias.
- Finalmente, Duna é considerado uma construção de um mundo verdadeiramente épica. O Library Journal reporta que "Duna é para ficção científica o que O Senhor dos Anéis é para fantasia." Frank Herbert imaginou cada faceta de sua criação. Ele amavelmente incluiu glossários, citações, documentos, e histórias, para tornar o seu universo vivo aos olhos de seus leitores. Nenhuma história de ficção científica anteriormente assemelhou-se tanto a realidade.

Herbert escreveu mais de vinte romances após Duna que são avaliados como de qualidade variável. Livros como The Green Brain, The Santaroga Barrier e Hellstrom's Hive aparentemente relembraram os tempos anteriores a Duna, quando uma boa ideia tecnológica era o único elemento necessário para um bom romance de ficção científica.[carece de fontes?]
Herbet nunca igualou a aclamação da crítica que recebeu por Duna. Nem mesmo suas sequências de Duna ou qualquer um de seus outros livros ganhou os prémios Hugo ou Nebula, embora quase todos tenham sido Bestsellers do New York Times. Alguns acharam que Os Filhos de Duna era quase muito literário e muito sombrio para ganhar o reconhecimento que ele tenha recebido, e que The Dosadi Experiment não foi um épico da qualidade que os fãs esperavam.[carece de fontes?]
Para concluir, Malcolm Edwards, na Enciclopédia da Ficção Científica escreveu: "Muito do trabalho de Herbert torna a leitura difícil. Suas ideias genuinamente desenvolveram conceitos, não meramente noções decorativas, mas elas são muitas vezes envolvidas em trechos excessivamente complicados e em prosa articulada que muitas vezes não se igualam ao nível de pensamento… Seus melhores romances, entretanto, são os trabalhos de intelecto especulativo com poucos rivais na [ficção científica] moderna.

## Controvérsias
Desde a morte de Frank Herbert, há muita controvérsia entre seus fãs se os novos livros do Duna, escritos por Brian Herbert e Kevin Anderson, devem ou não ser considerados canônicos. Muitos críticos argumentam que os livros subsequentes não tem a qualidade da série original e falham na articulação de ideias complexas sobre a vida humana — principal preocupação de Frank Herbert. Brian Herbert disse que seu pai pediu a ele que escrevesse novos romances de Duna (especialmente a história do Jihad Butleliana).[carece de fontes?]
Depois que Brian soube do estado do seu pai, os dois trabalharam juntos para colaborar em alguns nos últimos trabalhos. Muitas pessoas interpretam isso dizendo que os trabalhos seguem os desejos e intenções de Herbert, enquanto outros discordam, citando discrepâncias aparentes em fatos e temas entre os livros originais e os novos.
Brian Herbert diz que em suas posses, ele tem notas feitas por Frank Herbert de dois outros livros (7 e 8) do universo Duna, sequências de As Herdeiras de Duna intitulados Caçadores de Duna (Hunters of Dune) e Vermes da Areia de Duna(Sandworms of Dune), respectivamente. Alguns fãs mostram-se em dúvida se Brian Herbert realmente tem as notas, citando divergências de sua interpretação da visão de Frank Herbert e alegando que o reaparecimento das notas é muito conveniente. Contra isso, tem se argumentado que Brian é o herdeiro de Frank e que, portanto, todas as notas de Frank necessariamente estariam sob sua posse; além disso, é amplamente conhecido que Frank Herbert trabalhava em vários livros ao mesmo tempo e mantinha diversas notas.[carece de fontes?]
Outra controvérsia é que entre os fãs que viram a Enciclopedia de Duna como a mais canónica (exceto nos pontos onde o próprio Frank Herbert a contradisse) e citam discrepâncias entre ela e os livros de Brian Herbert. Esse é um ponto menor, já que Frank Herbert não a classificou como canônica, e não hesitou em contradizê-la, apesar de tê-la achado "interessante e divertida". Apesar de sua opinião, Brian é o herdeiro das propriedades criativas de Herbert, então, suas adições a Duna são a prima facie para onde a Enciclopédia de Duna está voltada.[carece de fontes?]

## Adaptações no cinema
O filme, Duna, foi dirigido por David Lynch em 1984. Embora não tenha agradado nem aos críticos nem ao público, Frank Herbert gostou do filme. O filme também foi adaptado para vídeo e DVD. Duna foi transformado em uma minissérie de TV pelo  Sci Fi Channel em 2000. Foi um sucesso comercial e o Sci-Fi Channel continuou a saga com outras minisséries em 2003, intituladas Filhos de Duna que misturas partes dos livros O Messias de Duna e Os Filhos de Duna.
Uma segunda adaptação cinematográfica, Duna, foi dirigida por Denis Villeneuve e lançado em 2021. Este sagrou-se como um sucesso de crítica e público. O filme cobre apenas a primeira metade do livro e a segunda metade será abordada numa sequência, já que Villeneuve tem uma abordagem diferente para a história.

## Jogos inspirados
Dune e Dune II-The Building of a Dinasty (Virgin Entertainement), além de outros, são inspirados nas obras de Frank Herbert. Em Dune, no estilo RPG/Adventure o personagem principal é Paul Atreides recém chegado a Duna. O jogo tem o enredo bastante baseado no livro, desde a chegada de Paul e a conquista da confiança dos fremen, até a derrota do imperador.[carece de fontes?]
Já Dune II segue a linha de estratégia em tempo real (sendo inclusive um dos primeiros do gênero, com versões para PC, Genesis Megadrive, etc), onde se pode escolher dentre três casas: Atreides, Harkonnen e uma terceira nao presente no livro, a casa Ordos. Um Mentat lhe dará instruções e conselhos, e lhe dirá o objetivo da "missão". Construções são erguidas, tropas equipadas, muralhas construídas, veículos comprados a fim de aniquilar o inimigo. Cada casa tem tropas e veículos diferentes, e nas últimas fases, unidades únicas com as características de cada casa (Tropas de Fremen, Sabotadores e misseis a longa distância chamados Mãos-da-Morte).[carece de fontes?]

### Ficção

#### Romances
- The Dragon in the Sea: Revista: Astounding, Novembro de 1955–Janeiro de 1956. Primeira edição: Nova Iorque: Doubleday, 1956. Também intitulada Under Pressure.
- Duna: Revista: Analog, Dezembro de 1963–Fevereiro de 1964 (Parte I, como "Dune World"), e Janueiro–Maio de 1965 (Partes II e III, como "The Prophet of Dune").Primeira edição: Filadelphia: Chilton Books, 1965.
- The Green Brain: Revista: Amazing, Março de 1965, com o título "Greenslaves." Primeira edição: Nova Iorque: Ace, 1966.
- Destination: Void: Revista: Galaxy, Agosto de 1965, como "Do I Wake or Dream?" Primeira edição: Nova Iorque: Berkley, 1966 revisado em 1978.
- The Eyes of Heisenberg: Revista: Galaxy, Junho–Agosto de 1966, como "Heisenberg's Eyes." Primeira edição: Nova Iorque: Berkley, 1966.
- The Heaven Makers: Revista: Amazing, Abril–Junho 1967. Primeira edição: Nova Iorque: Avon, 1968
- The Santaroga Barrier: Revista: Amazing, Outubro de 1967–Fevereiro de 1968. Primeira edição: Nova Iorque: Berkley, 1968
- Dune Messiah: Revista: Galaxy, Julho–Novembro de 1969. Primeira edição: Nova Iorque: G.P. Putnam's Sons, 1970.
- Whipping Star: Revista: Worlds of If, Janeiro–Abril de 1970. Primeira edição: Nova Iorque: G.P. Putnam's Sons, 1970.
- Soul Catcher, Nova Iorque: G.P. Putnam's Sons, 1972.
- The Godmakers: Revista: Astounding, Maio de 1958, "You Take the High Road," Astounding, Maio de 1959 "Operation Haystack," e Fantastic, Fevereiro de 1960, "The Priests of Psi." Primeira edição: Nova Iorque: G.P. Putnam's Sons, 1972.
- Hellstrom's Hive: Revista: Galaxy, Novembro de 1972–Março de 1973, "Project 40." Primeira edição: Nova Iorque: Doubleday, 1973.
- Os Filhos de Duna: Revista: Analog, Janeiro–Abril 1976, "Os Filhos de Duna". Primeira edição: Nova Iorque: G.P. Putnam's Sons, 1976.
- The Dosadi Experiment: Revista: Galaxy, Maio–Augosto de 1977 "The Dosadi Experiment". Primeira edição: Nova Iorque: G.P. Putnam's Sons, 1977.
- The Jesus Incident (com Bill Ransom): Revista: Analog, Fevereiro de 1979.
- Direct Descent: Revista: Astounding, Dezembro de 1954, "Packrat Planet". Primeira edição: Nova Iorque: Ace Books, 1980.
- O Imperador Deus de Duna, Nova Iorque: G.P. Putnam's Sons, 1981.
- The White Plague, Nova Iorque: G.P. Putnam's Sons, 1982.
- The Lazarus Effect (com Bill Ransom),Nova Iorque: G.P. Putnam's Sons, 1983.
- Os Hereges de Duna, Nova Iorque: G.P. Putnam's Sons, 1984.
- As Herdeiras de Duna, Nova Iorque: G.P. Putnam's Sons, 1985.
- Man of Two Worlds (com Brian Herbert), Nova Iorque: G.P. Putnam's Sons, 1986.
- The Ascension Factor (com Bill Ransom), Nova Iorque: G.P. Putnam's Sons, 1988.

#### Coleções de ficção curta
- The Worlds of Frank Herbert, Nova Iorque: Ace, 1971. 
  - Contém: "The Tactful Saboteur," "By the Book," "Committee of the Whole," "Mating Call," "Escape Felicity," "The GM Effect," "The Featherbedders," "Old Rambling House," e "A-W-F Unlimited."
- The Book of Frank Herbert, Nova Iorque: DAW Books, 1973 (rascunho). 
  - Contém: "Seed Stock," "The Nothing," "Rat Race," "Gambling Device," " Looking for Something," "The Gone Dogs," "Passage for Piano," "Encounter in a Lonely Place," "Operation Syndrome," e "Occupation Force."
- The Best of Frank Herbert; também publicado como: The Best of Frank Herbert 1952–1964 e The Best of Frank Herbert 1965–1970
  - Contém: "Looking for something?," "Nightmare Blues," "Dragon in the Sea (resumido)," "Cease Fire," ""Egg and Ashes," "Marie Celeste Move."
  - "Committee of the Whole," "Dune (resumido)," "By the book," "The Primitives," "The Heaven Makers (resumido)," "Seed Stock."
- The Priests of Psi
  - Contém: "Try to Remember," "Old Rambling House," "Murder Will In," "Mindfield," "The Priests of Psi."
- Eye, (Jim Burns, ilustrador), Nova Iorque: Berkley, 1985.
  - Contém: "Rat Race," "Dragon in the Sea," "Cease Fire," "A Matter of Traces," "Try to Remember," 'The Tactful Saboteur," "The Road to Dune," "By the Book," Seed Stock," Murder Will In," "Passage for Piano," "Death of a City," e "Frogs and Scientists."

#### Ficção curta
- "Survival of the Cunning", Esquire, Março de 1945.
- "Yellow Fire", Alaska Life (Alaska Territorial Magazine), Junho de 1947.
- "Looking for Something?", Startling Stories, Abril de 1952.
- Operation Syndrome Astounding, Junho de 1954. e em T.E. Dikty's Best Science Fiction Stories and Novels, revista de 1955
- "The Gone Dogs", Amazing, Novembro de 1954.
- "Packrat Planet", Astounding, Dezembro de 1954.
- "Rat Race", Astounding, Julho de 1955.
- "Occupation Force", Fantastic, Augosto de 1955.
- "The Nothing", Fantastic Universe, Janeiro de 1956.
- "Cease Fire", Astounding, Janeiro de 1956.
- "Old Rambling House", Galaxy, Abril de 1958.
- "You Take the High Road", Astounding, Maio de 1958.
- "A Matter of Traces", Fantastic Universe, Novembro de 1958.
- "Missing Link", Astounding, Fevereiro de 1959. também em Author's Choice, ed. Harry Harrison, Nova Iorque: Berkley, 1968.
- "Operation Haystack" Astounding, Maio de 1959.
- "The Priests of Psi", Fantastic, Fevereiro de 1960.
- "Egg and Ashes", Worlds of If, Novembro de 1960.
- "A-W-F Unlimited", Galaxy, Junho de 1961.
- "Try to Remember" Amazing, Outubro de 1961.
- "Mating Call", Galaxy, Outubro de 1961.
- "Mindfield", Amazing, Março de 1962.
- "The Mary Celeste Move", Analog, Outubro de 1964.
- "The Tactful Saboteur", Galaxy, Outubro de 1964.
- "Greenslaves", Amazing, Março de 1965.
- "Committee of the Whole", Galaxy, Abril de 1965.
- "The GM Effect", Analog, Junho de 1965.
- "Do I Wake or Dream?", Galaxy, Agosto de 1965.
- "The Primitives", Galaxy, Abril de 1966.
- "Escape Felicity", Analog, Junho de 1966.
- "By the Book", Analog, Agosto de 1966.
- "The Featherbedders", Analog, Agosto de1967.
- "The Mind Bomb", Worlds of If, Outubro de 1969.
- "Seed Stock"", Analog, Abril de 1970.
- "Murder Will In", The Magazine of Fantasy and Science Fiction, Maio de 1970.
- "Project 40", (three installments) Galaxy, Novembro de 1972–Março de 1973. também em Five Fates, Nova Iorque: Doubleday, 1970.
- "Encounter in a Lonely Place", The Book of Frank Herbert, Nova Iorque: DAW Books, 1973.
- "Gambling Device", The Book of Frank Herbert, Nova Iorque: DAW Books, 1973.
- "Passage for Piano", The Book of Frank Herbert, Nova Iorque: DAW Books, 1973.
- "The Death of a City", Future City, ed. Roger Elwood. Trident Press: Nova Iorque, 1973.
- "Come to the Party" com F.M Busby, Analog, Dezembro de 1978.
- "Songs of a Sentient Flute", Analog, Fevereiro de 1979.
- "Feathered Pigs", Destinies, Outubro–Dezembro de 1979.
- "The Road to Dune", Eye, Nova Iorque: Berkley 1985.
- "Frogs and Scientists, Eye, Nova Iorque: Berkley 1985.

### Não ficção

#### Livros não ficcionais
- New World or No World (editor), Nova Iorque: Ace Books, 1970 (rascunho).
- Threshold: The Blue Angels Experience, Nova Iorque: Ballantine, 1973 (rascunho). Acompanhava um documentário do mesmo nome sobre o time de vôo Blue Angels.
- Without Me, You're Nothing (com Max Barnard), Nova Iorque: Pocket Books, 1981.

#### Introduções e artigos
- Introduction to Saving Worlds, com Roger Elwood e Virginia Kidd. Nova Iorque: Doubleday, 1973. Reimpresso por Bantam Books como The Wounded Planet.
- "Introduction: Tomorrow's Alternatives?" em Frontiers 1: Tomorrow's Alternatives, ed. Roger Elwood. Nova Iorque: Macmillan, 1973.
- Introduction to Tomorrow and Tomorrow and Tomorrow. Heitz, Herbert, Joor McGee. Nova Iorque: Holt, Rinehart and Winston, 1973.
- "Listening to the Left Hand", Harper's Magazine, Dezembro de 1973, pp. 92–100.
- "Science Fiction and a World Crisis" em Science Fiction: Today and Tomorrow, ed. Reginald Bretnor. Nova Iorque: Harper and Row, 1974.
- "Men on Other Planets", The Craft of Science Fiction, ed. Reginald Bretnor. Nova Iorque: Harper and Row, 1976.
- "The Sky is Going to Fall", em Seriatim: The Journal of Ecotopia, No. 2, Primavera de 1977, pp. 88–89. (um artigo um pouco diferente apareceu em The San Francisco Examiner coluna "Overview", July 4, 1976.)
- "The ConSentiency and How it Got That Way", Galaxy, Maio de 1977 (pode ser considerado uma história de ficcional)
- "Dune Genesis", Omni, Julho de 1980.

Artigos de jornal mais importantes
- "Flying Saucers: Fact or Farce?", San Francisco Sunday Examiner & Chronicle, caderno people, 20 de Outubro 20 de 1963.
- "2068 A.D.", San Francisco Sunday Examiner & Chronicle, sessão California Living, 28 de Julho de 1968.
- "We're Losing the Smog War" (part 1). San Francisco Sunday Examiner & Chronicle, sessão California Living, 1 de Dezembro de 1968.
- "Lying to Ourselves About Air" (part 2). San Francisco Sunday Examiner & Chronicle, sessão California Living, 8 de Dezembro de 1968.
- "You Can Go Home Again." San Francisco Sunday Examiner & Chronicle, sessão California Living, 29 de Março de 1970. (Refere-se a alguma experiências da infância de Herbert no noroeste)

### Outras publicações

#### Poesia
- "Carthage: Reflections of a Martian", Mars, We Love You, ed. Jane Hipolito and Willis E. McNelly. Nova Iorque: Doubleday, 1971.

#### Gravações em Audio
- Dune: The Banquet Scene, Nova Iorque: Caedmon Records, 1977.
- Sandworms of Dune, Nova Iorque: Caedmon Records, 1978.

#### Entrevistas
- Entrevistas com Frank Herbert de 1973 até 1977.
- A Plowboy entrevista Frank Herbert, The Mother Earth News, Maio de 1981.